# Izvorne i novokomponovane narodne pesme
Izvorne i novokomponovane narodne pesme – siedemnasty album studyjny jugosłowiańskiej piosenkarki Lepej Breny. Płyta ukazała się 11 grudnia 2013 roku nakładem wytwórni Grand Production.

## Lista utworów
| Nr  | Tytuł utworu                   | Słowa                         | Muzyka                        | Długość |
| --- | ------------------------------ | ----------------------------- | ----------------------------- | ------- |
| 1.  | „Jutros mi je ruža procvetala” | Petar Tanasijević             | Petar Tanasijević             | 4:09    |
| 2.  | „Bisenija, kćeri najmilija”    | Miodrag Krnjevac              | Miodrag Krnjevac              | 3:14    |
| 3.  | „Čuvam ovce kraj zelene jove”  | tradycyjne                    | tradycyjna                    | 2:56    |
| 4.  | „Ah što ćemo ljubav kriti”     | tradycyjne                    | tradycyjna                    | 5:40    |
| 5.  | „U Stambolu na Bosforu”        | tradycyjne                    | tradycyjna                    | 4:16    |
| 6.  | „Snijeg pade na behar na voće” | tradycyjne                    | tradycyjna                    | 3:33    |
| 7.  | „Ah moj Aljo”                  | tradycyjne                    | tradycyjna                    | 3:42    |
| 8.  | „Sejdefu majka buđaše”         | tradycyjne                    | tradycyjna                    | 4:13    |
| 9.  | „Srdo moja ne srdi se na me”   | tradycyjne                    | tradycyjna                    | 2:48    |
| 10. | „Tamburalo momče u tamburu”    | tradycyjne                    | tradycyjna                    | 3:28    |
| 11. | „Magla padnala”                | tradycyjne                    | tradycyjna                    | 4:16    |
| 12. | „Aj, veseli se kućni domaćine” | tradycyjne                    | tradycyjna                    | 2:41    |
| 13. | „Obraše se vinogradi”          | Dragiša Nedović               | Dragiša Nedović               | 2:30    |
| 14. | „Mito bekrijo”                 | Radoslav Graić                | Radoslav Graić                | 5:56    |
| 15. | „Ej, kad sam sinoć”            | tradycyjne                    | tradycyjna                    | 2:32    |
| 16. | „Nad izvorom vrba se nadnela”  | Andrija Bajić, Tomislav Bajić | Andrija Bajić, Tomislav Bajić | 3:32    |
| 17. | „Ciganine ti što sviraš”       | Budimka Živković              | Dragan Živković Tozovac       | 4:22    |
| 18. | „Kad zaškripi kapija”          | Radoslav Graić                | Radoslav Graić                | 3:54    |
| 19. | „Simbil cveće”                 | tradycyjne                    | tradycyjna                    | 3:37    |
|     |                                |                               |                               | 1:11:19 |

## Twórcy
- Lepa Brena – śpiew
- Aleksandar Sofronijević – akordeon, aranżacje (piosenki 3-12, 15, 19)
- Nikola Labović – gitara basowa
- Marko Kojadinović – klarnet, saksofon, piszczałka
- Nevenka Tomašević – flet
- Dragan Stojković Bosanac – darbuka
- Aleksandar Popović – gitary
- Nemanja Mijatović, Stefan Ilić – skrzypce
- Zoran Beočanin Sotir – miks
- Daniel Jovanović – mastering[1]